# Calf Creek Canyon
Calf Creek Canyon este situat în regiunea de sud a statului Utah între localitățile Escalante și Boulder City, pe teritoriul Monumentulului Național Grand Staircase-Escalante. În lungul canionului curge râul Calf Creek, pe cursul lui găsindu-se cascada „Lower Calf Creek Falls” care are o înălțime de 40 de m.

## Fauna
Cu toate că în canion domnește o climă de deșert, aici se poate întâlni o faună relativ bogată reprezentată prin păsări ca: corb, cioară, ciocănitoare, vultur, colibri, sturz, porumbel sălbatic, curcan iar animale ca cerb, porc cu țepi, castor, șopârle și șerpi.

## Galerie de imagini

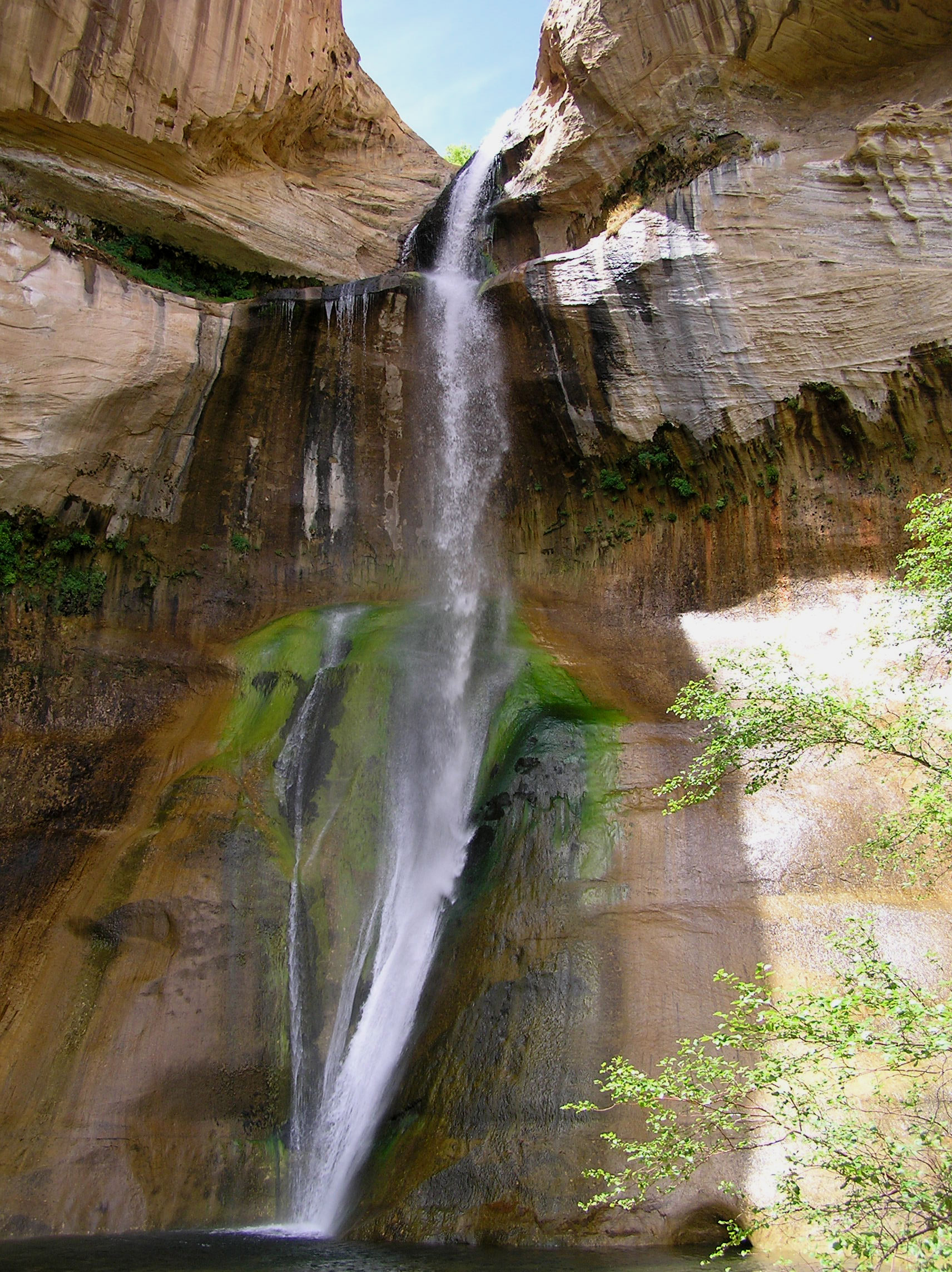
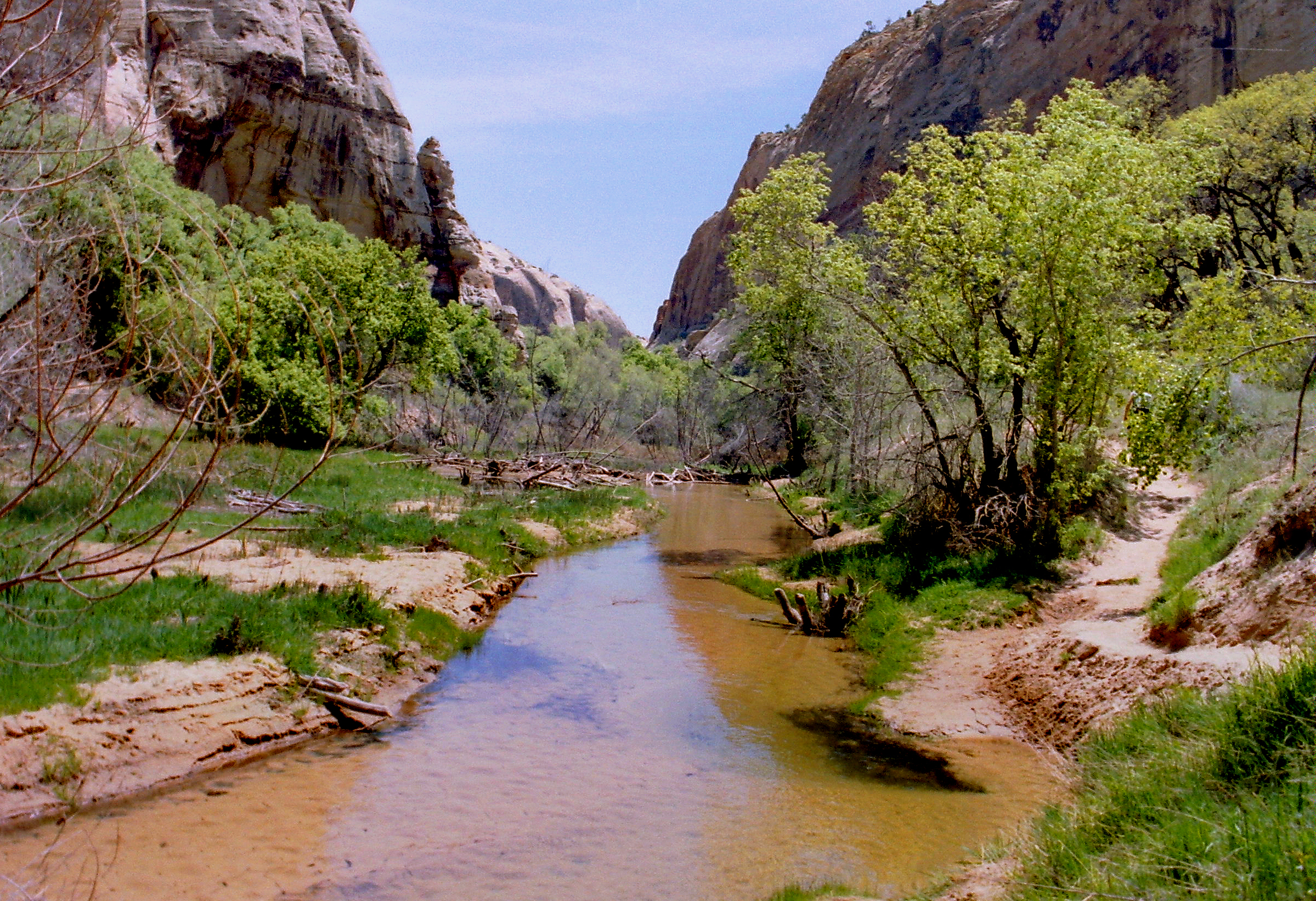
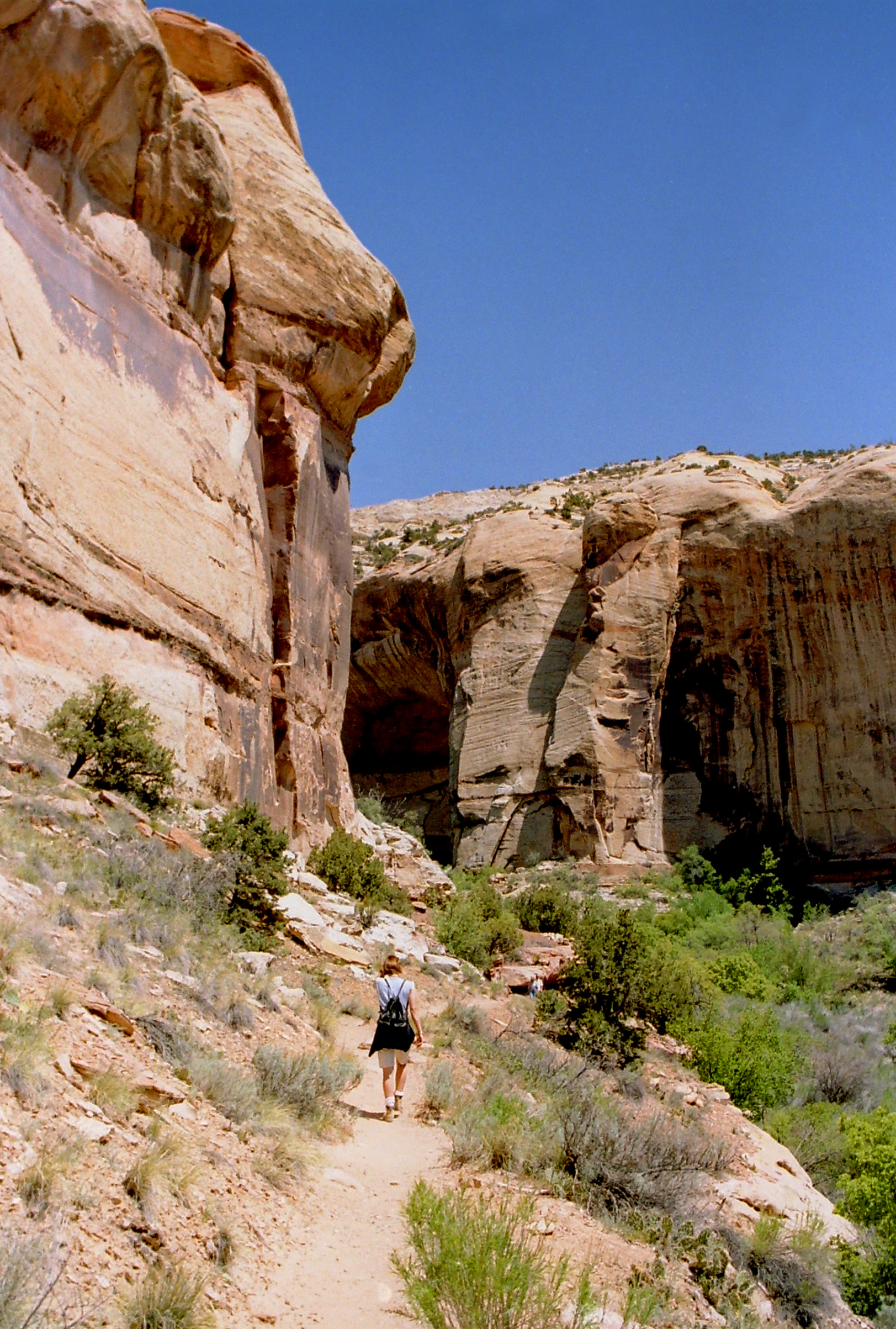